# Marquesado de Casa Torre
El marquesado de Casa Torre es un título nobiliario español concedido por Felipe V en 1731 a Juan José Ovejas y Díez.
De extracción humilde aunque con orígenes hidalgos, Juan José de Ovejas y Díez emigró muy joven a América, donde logró ascender militar, económica y políticamente, llegando a ser nombrado corregidor de San Marcos de Arica, puesto que le proporcionó una inmensa fortuna gracias al control de las minas de plata, el comercio y de las haciendas agropecuarias. Finalmente volvió a España en 1723, se instaló en su pueblo natal, Igea, dónde adquirió grandes extensiones de tierra y construyó el palacio que le daría fama. Gracias a esta posición social y económica, en 1731 el rey Felipe V le concede el Marquesado de Casa Torre.

## Marqueses de Casa Torre
|                                 | Titular                         | Periodo                         |
| Creación por Felipe V de España | Creación por Felipe V de España | Creación por Felipe V de España |
| ------------------------------- | ------------------------------- | ------------------------------- |
| I                               | Juan José Ovejas y Díez         | 1731-1732                       |
| II                              | Juan José Ovejas Loaisa         | 1732-1786                       |
| III                             | Francisco Ovejas Blanco         | 1786-1793                       |
| IV                              | Juan José Ovejas Frías-Salazar  | 1793-1833                       |
| V                               | Magdalena Ovejas Chavarri       | 1833-1851                       |
| VI                              | Lázaro Lizana Ovejas            | 1851-1886                       |
| VII                             | José María Lizana de la Hormaza | 1886-1911                       |
| VIII                            | Luis María Lizana de la Hormaza | 1911-1915                       |
| IX                              | Pedro Mª Hualde Lizana          | 1915-1944                       |
| X                               | Ángel Mª Hualde Goizueta        | 1944-1998                       |

## Historia de los marqueses de Casa Torre

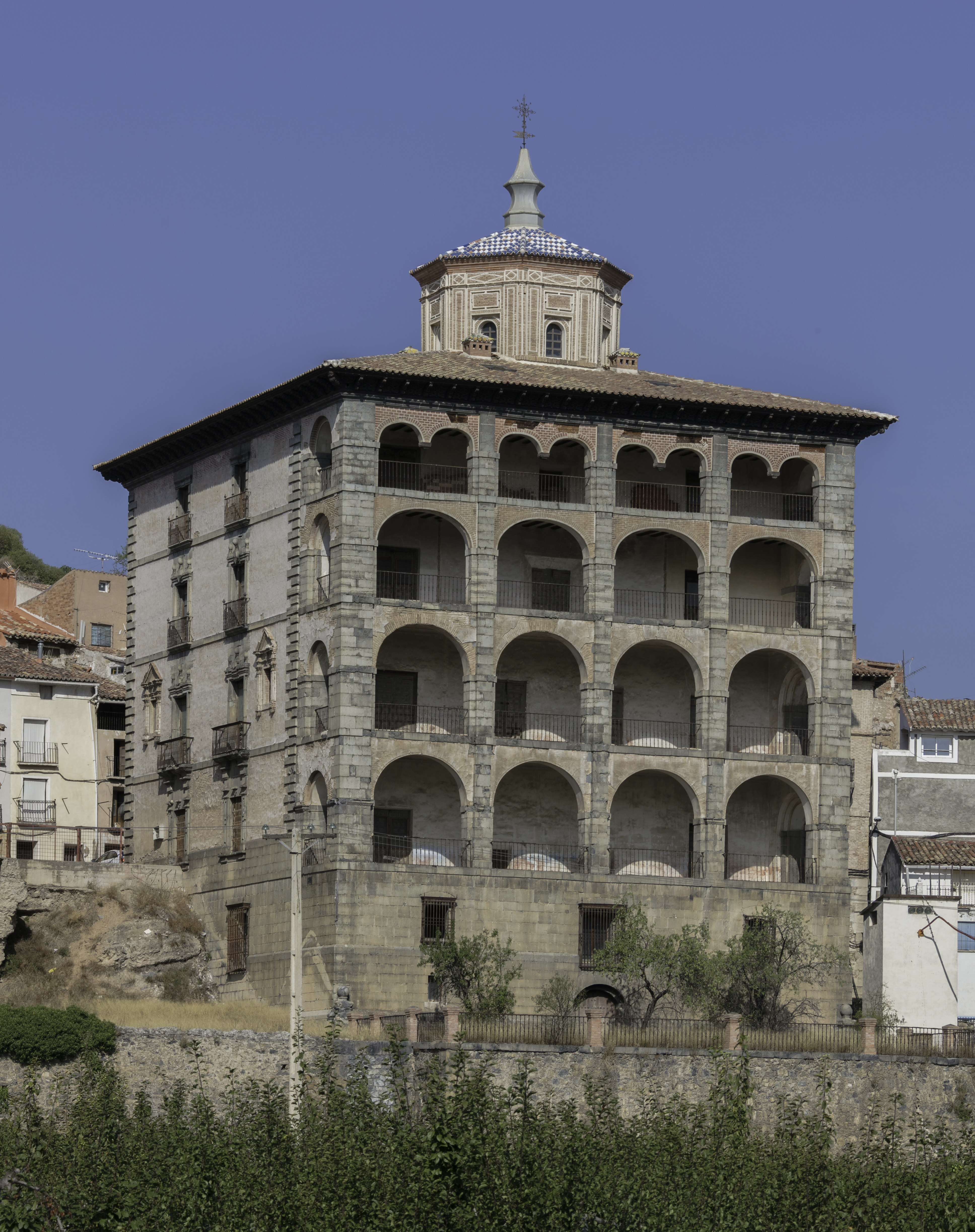
Palacio del Marqués de Casa-Torre.

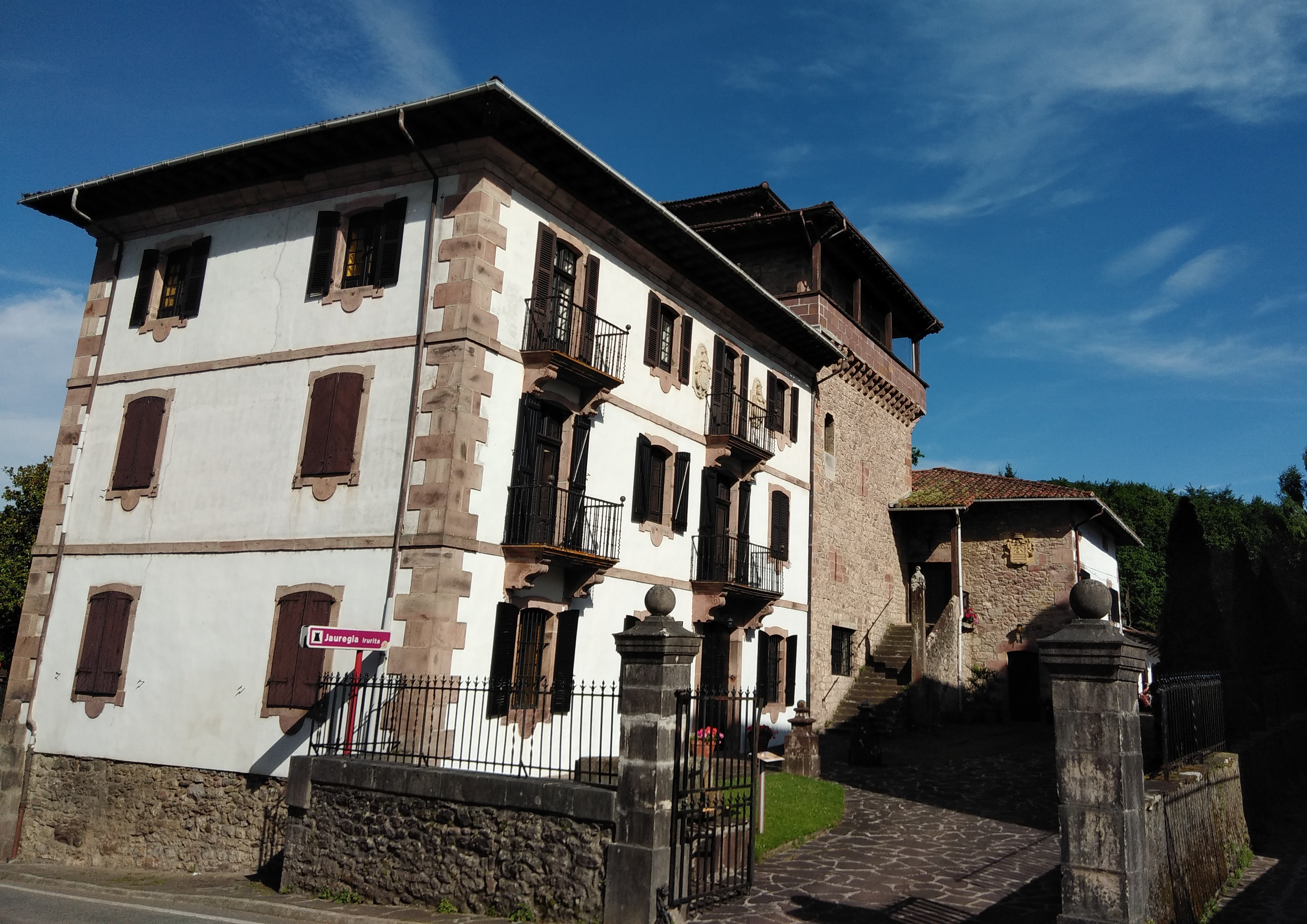
Jauregia de Casa-Torre en Irurita (Baztán).

- Juan José Ovejas y Díez (Igea, 19 de marzo de 1682-Igea, 4 de mayo de 1732), I marqués de Casa Torre.

De extracción humilde aunque con orígenes hidalgos, ya que su familia había perdido la hidalguía por escasez de recursos y no hacerse cargo de los pagos, Juan José Ovejas y Díez emigró muy joven a América, donde logró ascender militar, económica y políticamente, llegando a ser nombrado corregidor de San Marcos de Arica, puesto que le proporcionó una inmensa fortuna gracias al control de las minas de plata, el comercio y de las haciendas agropecuarias. Finalmente volvió a España en 1723, se instaló en su pueblo natal, Igea, dónde adquirió grandes extensiones de tierra y construyó el palacio que le daría fama. Gracias a esta posición social y económica, en 1731 el rey Felipe V le concede el Marquesado de Casa Torre. Se hizo famosa la exclamación que realizó el rey Felipe V cuando conoció a Juan José Ovejas por primera vez en el Palacio de La Granja, tras regalarle este una gallina con doce huevos de oro como muestra de su inmensa fortuna (se calcula que poseía 14 millones de reales): "¡Jamás ví una oveja con tanta lana!"
Se casó con María Isabel de Loaisa y Valdés, con la quien tuvo tres hijos. Ella al ser viuda ya tenía dos hijas del primer matrimonio.
Le sucedió su hijo mayor, Juan José:
- Juan José Ovejas Loaisa (Arica, 1715 – Igea, 1786), II marqués de Casa Torre.

Casado primero con Manuela Blanco Alonso, y al enviudar en 1744 casó con Josefa Frías-Salazar Castejón, hija de los señores de Agoncillo.
Le sucede su hijo:
- Francisco Ovejas Blanco (1741 – 1793), III marqués de Casa Torre.

Soltero. Le sucede su hermanastro:
- Juan José Ovejas Frías-Salazar, (1749 – 1833), IV marqués de Casa Torre.

Casó con Josefa Chavarri Morrón-Galdeano.
Le sucedió su hija:
- Magadalena Ovejas Chavarri, (Los Arcos, 1784 – Arnedo, 1851), V marquesa de Casa Torre.

Casó con Francisco Marcelino Lizana Martínez de Artieda, señor de Robres. A partir de este matrimonio el marquesado de Casa Torre cambia de linaje, de los Ovejas al de los Lizana, originales de la ciudad de Arnedo, señores de Robres del Castillo y regidores de dicha ciudad.
Le sucedió su hijo:
- Lázaro Lizana Ovejas, (Arnedo, 1805 – Bilbao, 1886), VI marqués de Casa Torre.

Casó con Mª Josefa de la Hormaza y de la Puente, proveniente de una familia vizcaína adinerada y propietaria del palacio de Hormaza de Santurce (Vizcaya). Desde entonces el linaje de los marqueses de Casa Torre se traslada su residencia a Bilbao y Santurce, donde residen en el citado palacio del siglo XVIII.
Le sucedió su hijo:
- José Mª Lizana de la Hormaza, (Durango, 1843 – Amberes, 1911), VII marqués de Casa Torre.

Fue un importante político, empresario, escritor y abogado vizcaíno, crucial en el desarrollo del conservadurismo católico vasco de finales del siglo XIX. En su carrera política fue concejal de Bilbao de 1887 hasta 1889 y alcalde de la misma ciudad desde 1890 hasta 1891. También fue diputado por Durango durante seis legislaturas por Unión Liberal y senador del reino por Vizcaya. Fue miembro de los partidos de corte conservador como la Unión Liberal, la Unión Católica o el Partido Conservador de Cánovas.
Como empresario participó en el despegue industrial de Vizcaya, creando o participando de nuevas sociedades industriales en el Duranguesado, como la compañía minera Peñaflor, la Papelera de Vedia, la clavetería mecánica La Flecha, la Electra de Vedia y de Euskaria, o la fábrica de tornillos de Zornoza (actual Amorebieta).
Su obra como escritor fue variada, destacando obras como: Cartas irlandesas y húngaras publicadas en El Noticiero Bilbaíno de carácter histórico, Conciertos económicos de carácter económico, entre otras. Además fue miembro de la Real Academia de la Historia.
Casó con Dolores Chávarri Salazar, proveniente de una familia vizcaína de la alta burguesía industrial y natural de Portugalete (Vizcaya). El matrimonio fue el gran reformador del palacio de Casa Torre o de Hormaza de Santurce. A su muerte paso a manos de sus sobrinas.
No tienen descendencia. Le sucedió su hermano:
- Luis Mª Lizana de la Hormaza, (Bilbao, 1851 – Santurce, 1915), VII marqués de Casa Torre.

No tiene descendencia. Le sucedió su sobrino, hijo de su hermana Ramona y Tiburcio Hualde Zozaya. A partir de este matrimonio el marquesado de Casa Torre cambia de linaje, de los Lizana al de los Hualde, hidalgos originales de Irurita, en el municipio del Baztán (Navarra), dueños del Palacio-Jauregia de Irurita (siglo XIV):
- Pedro Mª Hualde Lizana, (Irurita, 1882 – Zaragoza, 1944), VIII marqués de Casa Torre.

Realizó los estudios de Medicina en la Universidad de Zaragoza, realizando la especialidad de "piel y enfermedades venéreas" en La Sorbona de París. Ejerció la profesión médica en Irurita.
Casó con Consuelo Goizueta Iñarra.
Le sucede su hijo:
- Ángel Mª Hualde Goizueta, (Madrid, 1921 – Irurita, 1998), IX marqués de Casa Torre.

Casó con Mª Aránzazu Ruiz de Gámiz y Zulueta, hija del III conde de Casa Angulo y de la III condesa de Torre Antigua de Orúe, y nieta de la XVI marquesa de Montes Claros, III marquesa de Santa Rosa de Lima y I marquesa de Ulzurrun.
Su hijo, José María Hualde y Ruiz de Gamiz, no obtuvo la sucesión del título, por lo que actualmente se encuentra incurso en caducidad, siendo posible solicitar su rehabilitación hasta el año 2038, fecha en la que quedará suprimido de manera definitiva.